# Sutra ujutru
Sutra ujutru (en serbi ciríl·lic: Сутра ујутру, Demà al matí) és una pel·lícula dramàtica Sèrbi, escrita i dirigida per Oleg Novković el 2006. El guió de la pel·lícula es deu a Milena Marković, la companya del director.Va ser la presentació de Sèrbia als Premis Oscar de 2006 al Oscar a la millor pel·lícula de parla no anglesa, però no va ser acceptada com a nominada.

## Sinopsi
Després de dotze anys a l'estranger, Nele, el personatge principal, torna a la seva ciutat natal, on es retroba amb el seu antic amor, els seus amics i els seus pares. Passen quatre dies junts. Es tracta de recuperar el temps perdut.

## Repartiment
- Uliks Fehmiu - Nele
- Nada Šargin - Sale
- Nebojša Glogovac - Mare
- Lazar Ristovski - Zdravko
- Ljubomir Bandović - Bure
- Radmila Tomović - Ceca
- Danica Ristovski - Zora
- Ana Marković - Maja
- Miloš Vlalukin - Sima
- Jelena Đokić - Radnica u pekari
- Branko Cvejić - Cika Sava
- Renata Ulmanski - Komsinica
- Nebojša Ilić - Taksista

## Premis
Va guanyar el Premi Fipresci i el Gran Premi del Festival de Cinema de Cottbus, així com la Menció Especial del Festival Internacional de Cinema de Karlovy Vary. i la Palmera de Plata a la millor pel·lícula a la XXVIII edició de la Mostra de València